# Tümer Metin
Tümer Metin (Zonguldak, 14 ottobre 1974) è un ex calciatore turco, di ruolo centrocampista.

## Carriera

### Club
Iniziò la carriera nel Zonguldakspor e nel Samsunspor. Nel 2001 approdò in massima divisione al Beşiktaş assieme al compagno di squadra İlhan Mansız. Con la squadra bianco-nera vinse un campionato nel 2003 e la Coppa di Turchia nel 2006: nella finale contro il Fenerbahçe il calciatore segnò una doppietta nella vittoria per 3-2.
Sempre nel 2006, fu acquistato proprio dal Fenerbahçe con cui vinse la Süper Lig l'anno successivo. Ha giocato la seconda parte della stagione 2007-2008 in prestito al Larissa, in Grecia.

### Nazionale
Con la Turchia ha totalizzato 26 presenze e 7 reti fatte. È stato convocato dal commissario tecnico Fatih Terim per disputare il campionato d'Europa 2008.

## Palmarès

### Club

#### Competizioni nazionali
- Campionato turco: 2

Besiktas: 2002-2003
Fenerbahce: 2006-2007
- Coppa di Turchia: 1

Besiktas: 2005-2006
- Supercoppa di Turchia: 1

Fenerbahce: 2007